# Irradiation

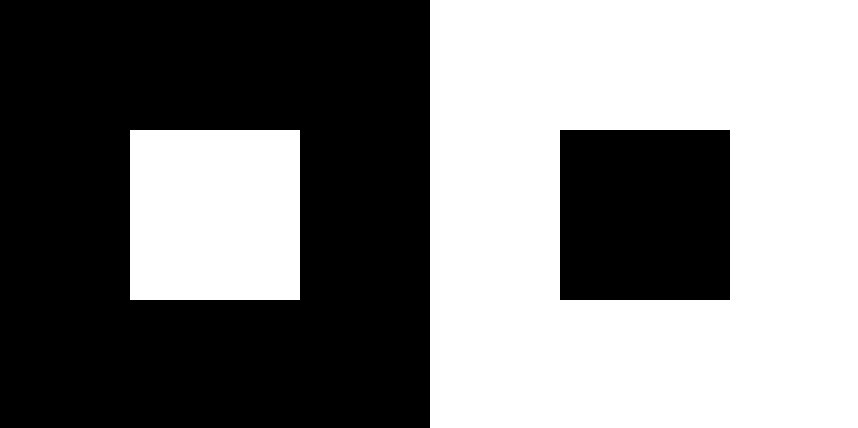

Die Irradiation (lat. ‚Bestrahlung‘) ist eine optische Täuschung, die dazu führt, dass helle Gegenstände auf dunklem Grund größer und dunkle Gegenstände auf hellem Grund kleiner erscheinen, als sie tatsächlich sind.
Die Bezeichnung dieser Täuschung des Gesichtssinns stammt von Hermann von Helmholtz, der das Phänomen auf die Streuung von Licht im Auge zurückführte, wodurch ein helles Areal des Gesichtsfeldes einen größeren Bereich auf der Netzhaut reizen kann als ein ansonsten gleiches, aber dunkleres Areal.

## Grundlagen
Die Irradiationswirkung zeigt sich in jeder Distanz des wahrgenommenen Objektes und die scheinbare Vergrößerung ist umso auffälliger, je heller es im Gesichtsfeld auftritt; sie nimmt jedoch oberhalb einer etwa der Tageshelle entsprechenden Beleuchtungsdichte nicht mehr deutlich zu. Nach Helmholtz’ Darlegungen 1867 reichen als Erklärung die Zerstreuungskreise durch den dioptischen Apparat des Auges hin, die auch bei vollkommener Akkommodation infolge der sphärischen und chromatischen Aberration des Auges noch auftreten. Joseph A.F. Plateau hatte für die Irradiation 1839 eine Ausbreitung des Lichteindrucks auf der Netzhaut unseres Auges angenommen und sie als visuelle Illusion der rezeptiven Aufarbeitung des retinalen Bildes zugeschrieben. Das Phänomen selbst war allerdings als Sinnestäuschung schon früher bekannt; so erwähnt es Galileo Galilei 1632 in seinem Dialog über die beiden hauptsächlichsten Weltsysteme.

## Beispiele
Man beobachtet die Irradiation besonders auffällig bei dunkler Nacht an der Lichtgestalt der Mondsichel, welche so einer Scheibe von größerem Halbmesser anzugehören scheint als der Rest des Mondes; daher erscheinen die Spitzen einer schmalen Sichel gelegentlich, als ob sie über die Hälfte greifen würden – ein Aspekt, der als luna cornuta, hörnchenförmiger Mond, bezeichnet wird, beziehungsweise ein Effekt der Irradiation, der zu einer Fehldeutung der Geometrie der Tag-Nacht-Grenze (Terminator) des Mondes führen kann.

## Belege
1. ↑  Franz Bruno Hofmann: Die Lehre vom Raumsinn.J. Springer, Berlin 1925, S. 125.
2. ↑  siehe Helmholtz: Handbuch der physiologischen Optik. L. Voss, Leipzig 1867, S. 98 ff.
3. ↑  siehe Joseph Antoine Ferdinand Plateau: Mémoire sur l’irradiation, Brüssel 1839.
4. ↑  siehe Galilei: Dialogo sopra i due massimi sistemi del mondo, Florenz 1632.